# Morte dos Reis
Morte dos Reis (Death of Kings, no original em inglês) é o sexto livro da serie Crônicas Saxônicas (The Saxon Stories).

## Sinopse
Onde continua a narrativa da vida de Uhtred, pois após a morte do Rei Alfredo, Wessex será fortemente atacada pelos Dinamarqueses, 
Ao termino do livro sugestiona que ainda teremos uma continuação da história.
Uhtred saxão do oeste, bravo e feroz guerreiro e amigo do gigante Steapa, sofre um forte ataque onde os dinamarqueses ganham uma batalha decisiva porem Wessex continua em pé e o 'Grande Exercito' Dinamarquês sofre grandes baixas com nomes importantes incluído saxões que teriam traído o seu novo Rei Eduardo, filho de Alfredo.